# Poecilasma inaequilaterale
Poecilasma inaequilaterale is een rankpootkreeftensoort uit de familie van de Poecilasmatidae.